# Большежилкина
Большежилкина — деревня в Усольском районе Иркутской области России. Входит в состав Большееланского муниципального образования. Находится примерно в 24 км к югу от районного центра.

## Население
| 2002 | 2010 | 2011 | 2012 |
| ---- | ---- | ---- | ---- |
| 741  | ↗768 | →768 | ↘760 |

По данным Всероссийской переписи, в 2010 году в деревне проживало 768 человек (362 мужчины и 406 женщин).